# Provinciale weg 319
De provinciale weg 319 (N319) is een provinciale weg in de provincie Gelderland. De weg verloopt van Warnsveld via Vorden, Ruurlo en Groenlo en Winterswijk dwars door de Achterhoek naar de Duitse grens bij de buurtschap Kotten.

## Geschiedenis
Oorspronkelijk was de huidige N319 een rijksweg, die vanaf het Rijkswegenplan 1932 als Rijksweg 47 genummerd was. In de daarop volgende rijkswegenplannen van 1948, 1958 en 1968 bleef dit nummer ongewijzigd. In het eerste bewegwijzerings-nummersysteem van 1957 (een systeem dat complementair was aan het E-nummersysteem uit de jaren 50) was de weg, hoewel administratief altijd nog bekend als Rijksweg 47, onderdeel van de N94, een zijweg van de E8 (huidige E30), die van Apeldoorn via Zutphen naar de Duitse grens bij Winterswijk verliep.
Toen halverwege de jaren 70 de eerste nummerplannen werden gemaakt ten behoeve van de bewegwijzering was het nummer N47 voorzien voor deze weg. Voordat men echter tot de uitvoering van dit plan kwam in 1976 was Rijksweg 47 inmiddels hernummerd tot een planvervangende weg, genaamd Rijksweg 841. Vanaf het Rijkswegenplan 1982 werd de weg op de bewegwijzering genummerd als N319.
In het kader van de Wet herverdeling wegenbeheer kwam de weg per 1 januari 1993 in beheer van de provincie Gelderland.
N23 · N34 · N224 · N225 · N229 · N233 · N271 · N301 · N302 · N303 · N304 · N305 · N306 · N307 · N308 · N309 · N310 · N311 · N312 · N313 · N314 · N315 · N316 · N317 · N318 · N319 · N320 · N322 · N323 · N324 · N325/A325 · N326/A326 · N327 · N329 · N330 · N331 · N332 · N333 · N334 · N335 · N336 · N337 · N338 · N339 · N340 · N341 · N342 · N343 · N344 · N345 · N346 · N347 · N348/A348 · N349 · N350 · N351 · N352 · N375 · N377

N418 · N701 · N702 · N703 · N704 · N705 · N706 · N707 · N708 · N709 · N710 · N711 · N712 · N713 · N714 · N715 · N716 · N717 · N718 · N719 · N720 · N727 · N731 · N732 · N733 · N734 · N735 · N736 · N737 · N738 · N739 · N740 · N741 · N742 · N743 · N744 · N745 · N746 · N747 · N748 · N749 · N750 · N751 · N752 · N753 · N754 · N755 · N756 · N757 · N758 · N759 · N760 · N761 · N762 · N763 · N764 · N765 · N766 · N768 · N781 · N782 · N783 · N784 · N785 · N786 · N787 · N788 · N789 · N790 · N791 · N792 · N793 · N794 · N795 · N796 · N797 · N798 · N800 · N801 · N802 · N803 · N804 · N805 · N806 · N810 · N811 · N812 · N813 · N814 · N815 · N816 · N817 · N818 · N819 · N820 · N821 · N822 · N823 · N824 · N825 · N826 · N827 · N830 · N831 · N832 · N833 · N834 · N835 · N836 · N837 · N838 · N839 · N840 · N841 · N842 · N843 · N844 · N845 · N846 · N847 · N848 · N852 · N855

Cursief vermelde wegen zijn voormalige provinciale wegen.